# Banco do Estado da Bahia
O Banco do Estado da Bahia (BANEB), foi um banco estatal fundado em 1952 e arrematado em leilão na Bolsa de Valores do Rio de Janeiro, pelo banco Bradesco, em 22 de junho de 1999, por 260 milhões de reais.
Algumas fundações criadas a partir do banco ainda são mantidas por ex-trabalhadores do banco. O Clube do Baneb e a Caixa de Assistência dos Empregados do Baneb (CASSEB) por exemplo são duas das empresas ainda mantidas por administração de ex-empregados. Em 2012, o Clube encerrou suas atividades alegando falta de recursos e retorno financeiro para manter o clube de portas abertas.